# Miyagiyama Fukumatsu
Miyagiyama Fukumatsu (宮城山 福松 en japonés, nacido el 27 de febrero de 1895 – fallecido el 19 de noviembre de 1943) fue un luchador profesional de sumo originario de Ichinoseki, Prefectura de Iwate. Fue el 29º yokozuna y el último yokozuna de la Asociación de sumo de Osaka.

## Carrera
Nacido como Sato Fukumatsu (佐藤 福松), en otoño de 1909 ingresó a la heya Dewanoumi. Hizo su debut profesional en junio de 1910 usando el shikona Iwategawa (岩手川).
En 1912 fue golpeado por Kyushuzan Juro. Luego del incidente decidió abandonar la Organización de Sumo de Tokio. A pesar de esto, no abandonó la idea de convertirse en luchador profesional e ingresó a la Asociación de Sumo de Osaka, en la cual debutó bajo el nombre de Miyagiyama (宮木山). En mayo de 1919 cambió su shikona a Miyagiyama Fukumatsu.
Alcanzó la división makuuchi en 1916 y fue promovido a ōzeki luego de tan solo dos torneos. En enero de 1920 ganó su primer campeonato con una puntuación de 8-1-1.  En marzo de 1921 peleó contra luchadores de la Asociación de Tokio y derrotó al Sekiwake Genjiyama, al Ozeki Tsunenohana, al yokozuna Onishiki y a Kyushuzan, con quien haría las paces.
En junio de 1921 ganó el campeonato con una puntuación de 8-2. Después, en enero de 1922 logró conseguir nuevamente el campeonato con una puntuación perfecta de 10-0.
Tras ganar dos campeonatos de manera consecutiva, se le concedió la licencia de yokozuna. En 1923 tuvo que ausentarse debido a un flemón en el dedo medio de su mano derecha.
En 1926 nuevamente ganó el torneo con un 9-1.
En 1927, la Asociación de Osaka fue disuelta y todos sus luchadores se trasladaron a la Asociación de Tokio. En aquella época, la Asociación de Osaka no era considerada rival para la de Tokio y muchos de los luchadores de Osaka fueron degradados de rango, a excepción de los yokozuna.
Miyagiyama sintió que su deber era salvar el honor de la Asociación de Osaka y, a pesar de que su fuerza ya no era la misma, se las arregló para ganar dos campeonatos en el sumo de Tokio. El primero de estos fue en enero de 1927 y fue el primer torneo en ser auspiciado por la Dai Nihon Sumo Kyokai (actual Asociación Japonesa de Sumo).
Teniendo en cuenta que su rango de yokozuna solo se mantuvo debido a que no existía ni ha existido algún precedente de degradación de yokozunas, en aquella época  sus dos campeonatos conseguidos en la Asociación de Sumo de Tokio, fueron vistos por el público y los directivos como una gran hazaña.
Después de su retiro se convirtió en el sexto oyakata de la heya Shibatayama. Dicha heya fue cerrada después de su muerte. Más adelante, el 62.º yokozuna Onokuni fundaría la heya Shibatayama moderna (1999).

## Historial en la Asociación de Osaka
La Asociación de Osaka existió por muchos años antes de mezclarse con la de Tokio en 1926.  Solamente se llevaban a cabo entre 1-2 torneos al año y la época en la que se realizaban solía variar.
Miyagiyama Fukumatsu
|      | Primero                                | Segundo                             |
| 1916 | x                                      | East Maegashira #7 8–1 1h           |
| 1917 | East Sekiwake 8–1 1h                   | West Ōzeki 8–1 1h                   |
| 1918 | no participó                           | West Ōzeki 8–2                      |
| 1919 | East Ōzeki 6–3 1h                      | East Ōzeki 7–2–1                    |
| 1920 | East Ōzeki 8–1 1d CAMPEÓN (no oficial) | West Ōzeki 6–3 1d                   |
| 1921 | West Ōzeki 2–4–3 1d                    | West Ōzeki 8–2 CAMPEÓN (no oficial) |
| 1922 | East Ōzeki 10–0 CAMPEÓN (no oficial)   | East Yokozuna 7–1 2d                |
| ---- | -------------------------------------- | ----------------------------------- |
| 1923 | no participó                           | no participó                        |
| 1924 | East Yokozuna 2–0–8                    | no participó                        |
| 1925 | East Yokozuna 4–2–3 1d                 | East Yokozuna 1–0–9                 |
| 1926 | East Yokozuna 9–1 CAMPEÓN (no oficial) | no se llevó a cabo                  |

## Historial luego de la unión de Tokio y Osaka
En 1927 las Asociaciones de Tokio y Osaka se juntaron. Comenzaron a llevarse a cabo cuatro torneos al año y en distintas ubicaciones
Miyagiyama Fukumatsu
| -    | Primavera Tokio            | Marzo variado              | Verano Tokio        | Octubre variado           |
| 1927 | East Yokozuna 10–1 CAMPEÓN | East Yokozuna 7–3–1 1d     | East Yokozuna 3–3–5 | West Yokozuna 4–7         |
| 1928 | West Yokozuna 7–4          | East Yokozuna 7–4          | East Yokozuna 7–4   | East Yokozuna 9–2 CAMPEÓN |
| 1929 | West Yokozuna 1–4–6        | West Yokozuna 2–3–6        | West Yokozuna 3–3–5 | West Yokozuna 8–3         |
| 1930 | West Yokozuna 6–5          | West Yokozuna 4–7          | West Yokozuna 6–5   | West Yokozuna 1–6–4       |
| 1931 | East Yokozuna 5–6          | East Yokozuna RETIRADO 0–0 |                     |                           |